# DFB-Pokal der Frauen 2001-2002
La DFB-Pokal der Frauen 2001-2002 è stata la 22ª edizione della Coppa di Germania, organizzata dalla federazione calcistica della Germania (Deutscher Fußball-Bund - DFB) e riservata alle squadre femminili che partecipano ai campionati di primo e secondo livello, oltre a una selezione di squadre provenienti dalla Regionalliga come completamento organico.
Come per le precedenti diciassette edizioni, la finale si è svolta all'Olympiastadion di Berlino, l'11 maggio 2002, ed è stata vinta per la quarta volta consecutiva dal 1. FFC Francoforte, superando le avversarie dell'Amburgo con il netto risultato di 5-0. 

## Turno di qualificazione
Due squadre hanno dovuto giocare una qualificazione per ridurre il numero di partecipanti a 32. La data dell'incontro non è nota.
| Squadra 1      | Risultato   | Squadra 2          |
| -------------- | ----------- | ------------------ |
| Erzgebirge Aue | 2 - 0 (dts) | Eintracht Seekirch |

## Primo Turno
Le gare si sono svolte tre diverse date. Il Flaesheim-Hillen, dichiarato fallito al termine della stagione 2000-2001, avrebbe dovuto incontrare il Borussia Friedenstal, il quale passa automaticamente il turno. Durante questa fase l'1. FFC Francoforte ottiene il primato dell'incontro con maggior scarto di reti nella storia del torneo, battendo per 20-0 le avversarie del Karlsruher.
| Squadra 1            | Risultato                   | Squadra 2        |
| -------------------- | --------------------------- | ---------------- |
| Borussia Friedenstal | non disputata per abbandono | Flaesheim-Hillen |

22 settembre 2001
| Squadra 1        | Risultato | Squadra 2  |
| ---------------- | --------- | ---------- |
| Victoria Gersten | 3 - 2     | Hallescher |

23 settembre 2001
| Squadra 1          | Risultato | Squadra 2            |
| ------------------ | --------- | -------------------- |
| TeBe Berlino       | 0 - 2     | Amburgo              |
| Saarbrücken II     | 0 - 7     | Bad Neuenahr II      |
| Erzgebirge Aue     | 2 – 7     | Bayern Monaco        |
| Jena               | 1 – 3     | FSV Francoforte      |
| Ratzeburger        | 0 – 5     | Wolfsburg-Wendschott |
| Turbine Potsdam II | 0 - 5     | Turbine Potsdam      |
| Eintracht Schwerin | 0 – 2     | Buntentor            |
| Jahn Calden        | 1 - 5     | Heike Rheine         |
| Siegen             | 0 - 9     | 2001 Duisburg        |
| Niederkirchen      | 1 – 3     | Bad Neuenahr         |
| Saarbrücken        | 1 – 2     | Brauweiler Pulheim   |
| Karlsruher         | 0 - 20    | 1. FFC Francoforte   |
| Pfersee Augsburg   | 0 - 3     | Friburgo             |

3 ottobre 2001
| Squadra 1 | Risultato | Squadra 2         |
| --------- | --------- | ----------------- |
| Moers     | 1 - 4     | Oberaußem-Fortuna |

## Ottavi di finale
Le gare si sono svolte il 21 ottobre 2001 tranne lo scontro tra le due formazioni del Bad Neuenahr, il 17 ottobre.
| Squadra 1          | Risultato   | Squadra 2          |
| ------------------ | ----------- | ------------------ |
| Bad Neuenahr II    | 2 - 4       | Bad Neuenahr       |
| Oberaußem-Fortuna  | 1 - 2 (dts) | Amburgo            |
| Buntentor          | 0 - 8       | Friburgo           |
| Bayern Monaco      | 0 - 2       | 1. FFC Francoforte |
| Herforder          | 0 - 10      | Turbine Potsdam    |
| Victoria Gersten   | 0 - 5       | 2001 Duisburg      |
| Wolfsburg          | 0 - 7       | FSV Francoforte    |
| Brauweiler Pulheim | 4 - 0       | Heike Rheine       |

## Quarti di finale
Le gare si sono svolte l'11 novembre 2001.
| Squadra 1       | Risultato | Squadra 2          |
| --------------- | --------- | ------------------ |
| Amburgo         | 1 - 0     | Brauweiler Pulheim |
| Friburgo        | 2 - 3     | Turbine Potsdam    |
| FSV Francoforte | 2 - 1     | 2001 Duisburg      |
| Bad Neuenahr    | 0 - 2     | 1. FFC Francoforte |

## Semifinali
Le gare si sono svolte il 24 marzo 2002.
| Squadra 1       | Risultato | Squadra 2          |
| --------------- | --------- | ------------------ |
| FSV Francoforte | 0 - 4     | 1. FFC Francoforte |
| Amburgo         | 3 - 2     | Turbine Potsdam    |

## Finale
| Arbitro: | Kirchner (Benshausen) |

|                                           |           |  |
| Prinz 11’, 82’, 89’ Lingor 30’ Künzer 90’ | Marcatori |  |

| 1. FFC Francoforte: |   |                  |  |     |
|                     |   |                  |  |     |
| P                   | 1 | Marleen Wissink  |  |     |
| D                   |   | Tina Wunderlich  |  |     |
| D                   |   | Jutta Nardenbach |  | 65’ |
| D                   |   | Sandra Minnert   |  |     |
| C                   |   | Louise Hansen    |  | 46’ |
| C                   |   | Pia Wunderlich   |  |     |
| C                   |   | Renate Lingor    |  |     |
| C                   |   | Katrin Kliehm    |  | 71’ |
| C                   |   | Nia Künzer       |  |     |
| A                   |   | Birgit Prinz     |  |     |
| A                   |   | Steffi Jones     |  |     |
| Sostituzioni:       |   |                  |  |     |
| D                   |   | Bianca Rech      |  | 65’ |
| C                   |   | Jennifer Meier   |  | 46’ |
| A                   |   | Judith Affeld    |  | 71’ |
| Allenatore:         |   |                  |  |     |
| Monika Staab        |   |                  |  |     |

| Amburgo:      |   |                     |  |     |
|               |   |                     |  |     |
| P             | 1 | Claudia von Lanken  |  |     |
| D             |   | Alexandra Gärtner   |  |     |
| D             |   | Mirja Hermann       |  | 46’ |
| D             |   | Britta Carlson      |  |     |
| D             |   | Vanessa Schröer     |  |     |
| C             |   | Silva Lone Saländer |  |     |
| C             |   | Tina Hüllen         |  | 90’ |
| C             |   | Svenja Cohn         |  |     |
| C             |   | Claudia Wenzel      |  |     |
| A             |   | Aferdita Kameraj    |  | 78’ |
| A             |   | Tanja Vreden        |  |     |
| Sostituzioni: |   |                     |  |     |
| D             |   | Claudia Schulz      |  | 46’ |
| C             |   | Tanja Brüske        |  | 90’ |
| A             |   | Anne Carbow         |  | 78’ |